# Alexandre Chabot
Alexandre Chabot [šabo] (* 27. prosince 1981 Remeš) je francouzský horolezec, trojnásobný vítěz světového poháru, mistr i vicemistr Evropy, osminásobný mistr Francie a bývalý reprezentant ve sportovním lezení na obtížnost a v boulderingu.

## Výkony a ocenění
- nejvyšší počet (osm) vítězství na mistrovství Francie (sedm v lezení na obtížnost a jednou v boulderingu)

### Závodní lezení
| Arco Rock Master | Arco Rock Master | Arco Rock Master | Arco Rock Master | Arco Rock Master | Arco Rock Master |
| Rok              | 2000             | 2002             | 2003             | 2004             | 2005             |
| ---------------- | ---------------- | ---------------- | ---------------- | ---------------- | ---------------- |
| Obtížnost        | 17               | 1                | 1                | 1                | 6                |
| Bouldering       | 6                | —                | —                | —                | —                |

| Mistrovství světa | Mistrovství světa | Mistrovství světa | Mistrovství světa | Mistrovství světa |
| Rok               | 2001              | 2003              | 2005              | 2007              |
| ----------------- | ----------------- | ----------------- | ----------------- | ----------------- |
| Obtížnost         | 4                 | 5                 | 3                 | 16                |

| Světový pohár        | Světový pohár     | Světový pohár  | Světový pohár | Světový pohár | Světový pohár    | Světový pohár      | Světový pohár      |
| Rok                  | 1999              | 2000           | 2001          | 2002          | 2003             | 2004               | 2005               |
| -------------------- | ----------------- | -------------- | ------------- | ------------- | ---------------- | ------------------ | ------------------ |
| Obtížnost            | 23                | 2              | 1             | 1             | 1                | 2                  | 5                  |
| jednotlivě* (21/5/3) | 6,-, -,-          | 4,, · 17,,     | 4,, · ,       | , · ,         | 4,11-12,, · 15,, | 5,,,19, · 8,,,9-10 | 5,-,-,, · 11,5,,29 |
|                      |                   |                |               |               |                  |                    |                    |
| Bouldering           | 11                | 11             | 26-27         | —             | —                | —                  | —                  |
| jednotlivě*          | 14,18,27, · 14,,9 | -,29,6, 7,7,10 | 6,-, -,-,-    | —             | —                | —                  | —                  |
|                      |                   |                |               |               |                  |                    |                    |
| Kombinace            | 10                | 1              | 1             | —             | —                | —                  | —                  |

* pozn.: nalevo jsou poslední závody v roce
| Mistrovství Evropy | Mistrovství Evropy | Mistrovství Evropy | Mistrovství Evropy | Mistrovství Evropy |
| Rok                | 2000               | 2002               | 2004               | 2006               |
| ------------------ | ------------------ | ------------------ | ------------------ | ------------------ |
| Obtížnost          | 1                  | 1                  | 2                  | 9                  |

| Mistrovství Francie | Mistrovství Francie | Mistrovství Francie | Mistrovství Francie | Mistrovství Francie | Mistrovství Francie | Mistrovství Francie | Mistrovství Francie | Mistrovství Francie | Mistrovství Francie |
| Rok                 | 1999                | 2000                | 2001                | 2002                | 2003                | 2004                | 2005                | 2006                | 2007                |
| ------------------- | ------------------- | ------------------- | ------------------- | ------------------- | ------------------- | ------------------- | ------------------- | ------------------- | ------------------- |
| Obtížnost           | 1                   |                     | 1                   | 1                   | 1                   | 1                   | 1                   | 1                   | 2                   |
| Bouldering          |                     | 3                   | 1                   |                     |                     |                     |                     |                     |                     |

### Skalní lezení
- PuntX, 9a, Gorges du Loup, Francie

### Tradiční skalní lezení
- Pixelization, 5.12a (trad), Garni Gorge, Arménie

### Vícedélkové sklaní lezení
- Take Off, 7c, 140m, nýty (5.11b 30 m; 5.12d 30 m; 5.12a 35 m; 5.10d 45 m), kaňon Noravank, Arménie - první přelez, nejtěžší víecedélková cesta v Arménii